# Aus meiner Haut
Aus meiner Haut è un film del 2022 diretto da Alex Schaad.

## Trama
Leyla e Tristan sono una giovane coppia che si reca in vacanza su un'isola raggiungibile solo via mare. Sull'isola si trova una comune in cui le coppie possono scambiarsi i corpi grazie a un rituale sciamanico. I due vengono accolti da Stella, una vecchia amica di Leyla, la cui essenza ora vive nel corpo del padre, che le aveva ceduto il proprio corpo per salvarla da una malattia mortale.
A Tristan e Leyla vengono assegnati Mo e Fabienne come coppia con cui scambiare i propri corpi e il rituale avviene con successo. Leyla, che ora ha il corpo di Mo, sperimenta un senso di libertà che non avvertiva da tempo, mentre Tristan fatica ad adattarsi al cambiamento ed è sorpreso dai suoi sentimenti dopo aver avuto un rapporto sessuale con Fabienne nel corpo di Leyla. La ragazza è delusa dal fatto che Tristan voglia fermare l'esperimento, dato che nel corpo di Fabienne si sente finalmente se stessa. Avendo raggiunto una maggior consapevolezza di sé e dei propri desideri, Leyla accetta la proposta di un uomo della comune che le offre il proprio corpo per sempre.

## Produzione
Le riprese si sono svolte nello Schleswig-Holstein dal 21 settembre al 22 ottobre 2021.

## Promozione
Il primo trailer del film è stato pubblicato il 6 settembre 2022.

## Distribuzione
Il film è stato presentato in anteprima mondiale il 5 settembre 2022 durante la settimana della critica della 79ª Mostra internazionale d'arte cinematografica di Venezia. Nello stesso mese la pellicola è stata proiettata anche allo Zurigo Film Festival. La distribuzione nelle sale tedesche è prevista per il 26 gennaio 2023.

## Riconoscimenti
- 2022 - Mostra internazionale d'arte cinematografica
  - Queer Lion 2022